# Fan (filme)
Fan é um filme de suspense indiano de 2016, dirigido por Maneesh Sharma e produzido por Aditya Chopra, sob produção da Yash Raj Films. Shah Rukh Khan interpreta, tanto Gaurav, um jovem de comunidade, quanto Aryan Khanna, um astro de cinema. Gaurav, sendo muito parecido com Aryan e admirador fiel, se apresenta em um festival local, imitando o ídolo. O jovem da comunidade vence tal concurso de super estrelas oferecido pelo festival, viajando para Mumbai, na tentativa de encontrar o astro. Entretanto, esse contato não acontece, o que enfurece Gaurav, que agora busca por vingança e, se aproveita de sua similaridade com Aryan para ir até as últimas consequências de sua fúria. 
O álbum da trilha sonora e trilha sonora original são compostas por Vishal-Shekhar e Andrea Guerra, respectivamente. O filme foi lançado em 15 de abril de 2016.

## Elenco
- Shah Rukh Khan em um papel duplo como Aryan Khanna (Protagonista) e Gaurav Chandna (Protagonista se torna Antagonista)
- Waluscha de Sousa como Bella Khanna (esposa de Ariano)
- Sayani Gupta como Sunaina (empresária de Aryan)
- Shriya Pilgaonkar como Neha Singh (a paixão de Gaurav)
- Deepika Amin como Sra. Chandna (mãe de Gaurav)
- Yogendra Tiku como Sr. Chandna (pai de Gaurav)
- Megha Gupta como Payal
- Indraneel Bhattacharya ccomo Akhtar (advogado de Aryan)

## Produção

### Desenvolvimento
Em 16 de Dezembro de 2013, Yash Raj Films anunciou o projeto com Shahrukh Khan como o protagonista principal e Maneesh Sharma como diretor. Em 25 de março de 2014, foi anunciado que Greg Cannom iria desenvolver o olhar de Khan no filme. Khan foi submetido a digitalização 3D para que pudesse interpretar um jovem rapaz. Embora tivesse ao mesmo tempo sido relatado que Khan estava programado para desempenhar um menino de 17 anos de idade no filme, Khan mais tarde negou a alegação.

### Filmagens
A fotografia principal do filme começou em julho de 2014. O filme foi rodado em Mumbai, Croácia, Londres e Delhi. O filme é o primeiro a ser filmado no Madame Tussauds, em Londres. Em 7 de agosto de 2015, foi anunciado que as filmagens do projeto haviam sido concluídas. 

## Lançamento

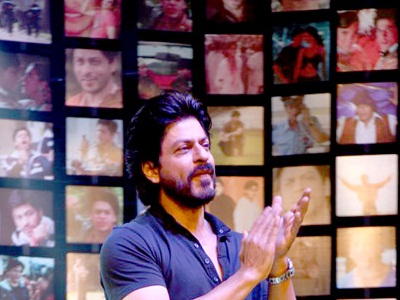
Khan no lançamento do trailer do filme em 29 de Fevereiro de 2016.

Fan foi programado para lançamento no início de 2015, mas devido aos ferimentos sofridos por Khan, durante as filmagens de Happy New Year, a data de lançamento do filme foi adiada para 14 de agosto de 2015. O trabalho de pós-produção envolvendo efeitos visuais complexos empurrou o lançamento de Fan mais uma vez, até o início de 2016. Depois de vários atrasos, o filme foi lançado em 15 de abril de 2016.

### Marketing
O logotipo do filme foi o primeiro de seu tipo com uma colagem de fotos de fãs reais de Khan, lançado em 23 de Outubro de 2015.

## Música
A trilha sonora do filme foi composta por Vishal-Shekhar, com letras escritas por Varun Grover e partituras de Andrea Guerra. A primeira música, Jabra Fan, foi lançada em 16 de fevereiro de 2016. O álbum da trilha sonora completa foi lançada em 22 de fevereiro de 2016, que incluiu 8 canções, que foram todas diferentes versões da canção Jabra Fan. A canção foi em 8 diferentes línguas indígenas proeminentes cantadas por cantores regionais.